# Saint-Martin-du-Mont (Côte-d'Or)
Saint-Martin-du-Mont é uma comuna francesa na região administrativa da Borgonha-Franco-Condado, no departamento de Côte-d'Or. Estende-se por uma área de 36,89 km². Em 2010 a comuna tinha 445 habitantes (densidade: 12,1 hab./km²).